# Ennomos aurantiaca
Ennomos aurantiaca är en fjärilsart som beskrevs av Barend J. Lempke 1951. Ennomos aurantiaca ingår i släktet Ennomos och familjen mätare. Inga underarter finns listade i Catalogue of Life.